# DAPNET

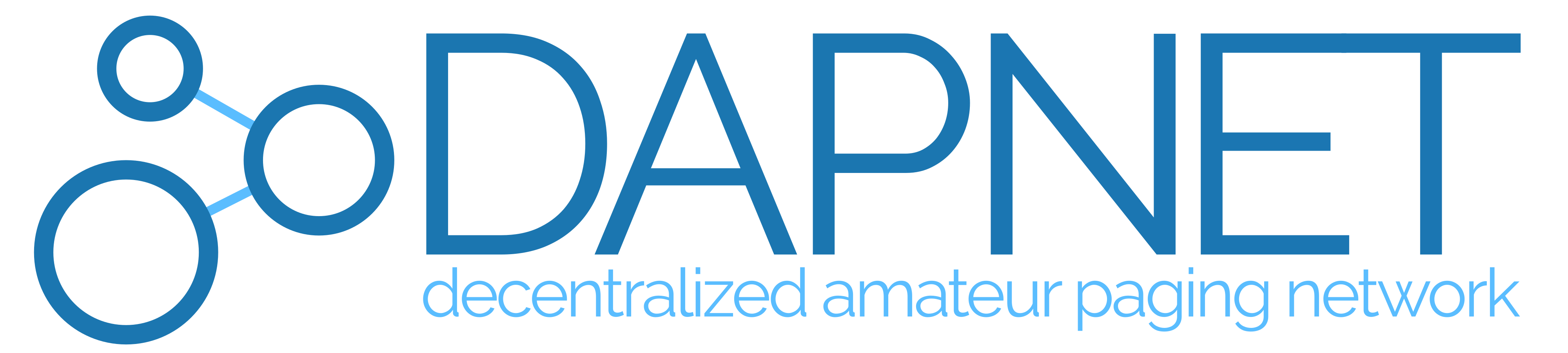
Logo projektu

DAPNET (Decentralized Amateur Paging Network) to bezpłatna globalna sieć przywoławcza stronicowania stworzona i obsługiwana przez entuzjastów krótkofalarstwa. Odbieranie wiadomości jest możliwe na seryjnych pagerach obsługujących protokół POCSAG i ustawionych na odpowiednią częstotliwość.

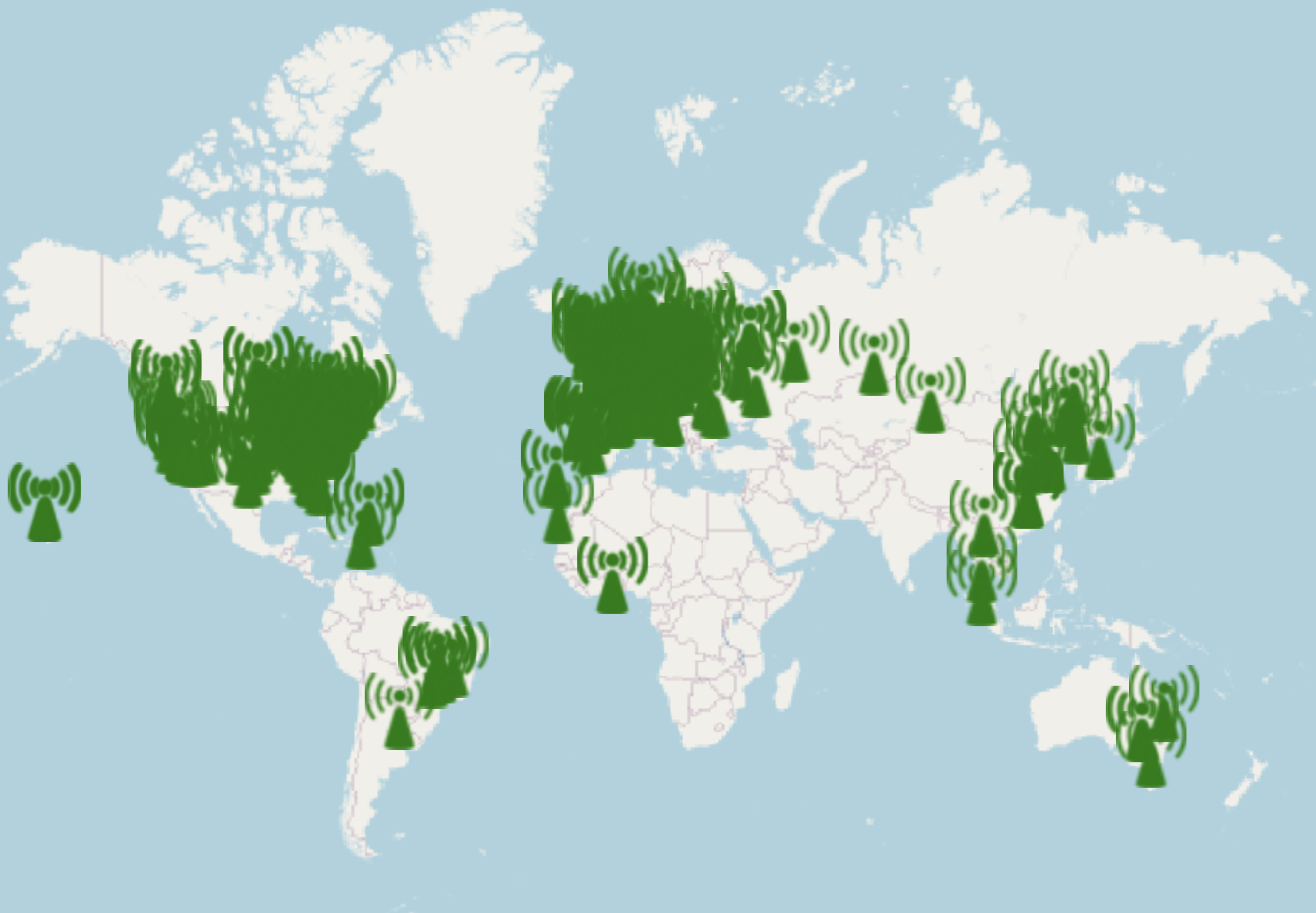
DAPNET na lipiec 2023 r.

## Historia projektu
Projekt pierwotnie nosił nazwę FunkrufMaster i powstał w Niemczech z inicjatywy pracowników RWTH Aachen. W 2016 roku nazwa została zmieniona na FunkrufMaster 2.0, a następnie na DAPNET. W marcu 2018 r. działało już ponad 90 nadajników, a obszar zasięgu obejmował część Niemiec, Holandii, Belgii i Szwajcarii.

## Dane techniczne
Zalecana częstotliwość dla DAPNET to 439,9875 MHz, czyli 12,5 kHz poniżej górnej granicy pasma amatorskiego 70 cm. Nadajniki są połączone w sieć, niektóre przez HAMNET, inne przez Internet. Do transmisji wiadomości używany jest standardowy protokół przywoławczy POCSAG. W przypadku nadajnika o niskiej mocy można użyć Raspberry Pi z zainstalowanym unipagerem i modemem MMDVM, a aby obszar zasięgu wynosił kilka mil, należy dodać wzmacniacz radiowy do jego wyjścia. Obszar zasięgu nadajnika może wynosić aż do 20 km, w zależności od ukształtowania terenu i wysokości anteny.
Pagery Skyper i Alphapoc są szczególnie popularne do odbierania wiadomości. Można je łatwo dostroić do żądanej częstotliwości odbioru, a także oferują wiele innych możliwości, takich jak odbieranie biuletynów - wiadomości wysyłanych do wszystkich odbiorców. Pagery innych marek można jednak odpowiednio dostosować lub użyć Flipper Zero.
Wiadomości można wysyłać za pośrednictwem wielojęzycznej strony internetowej, a także aplikacji na Androida i iOS.